# Parc solaire de Izvoarele
 (septembre 2022).
Le parc solaire d'Izvoarele est un grand système d'alimentation photovoltaïque à couche mince, construit sur un 125 ha de terrain situé à Izvoarele en Roumanie. Le parc solaire compte environ 215 000 panneaux photovoltaïques à couche mince pour une capacité nominale totale de 50 mégawatts et a été achevé en septembre 2013. Le parc solaire devrait fournir environ 70 GWh d'électricité par an suffisant pour alimenter 77 000 foyers moyens.
L'installation est située dans le comté de Giurgiu au sud de la Roumanie à Izvoarele. Le coût d'investissement du parc solaire de Slobozia s'élève à environ 77 millions d'euros. 